# ♐
Cette page contient des caractères spéciaux ou non latins. S’ils s’affichent mal (▯, ?, etc.), consultez la page d’aide Unicode.
♐ (Unicode U+2650) est le symbole pour la constellation du zodiaque le Sagittaire.
Dans la mythologie grecque, le Sagittaire représenterait le centaure Pholos, bien que certaines sources l’associent plutôt à Crotos ou même à Chiron (lui-même associé à la constellation du Centaure)
En alchimie, ce symbole désigne le processus de modification par cération.